# Libero Ajello
Libero Ajello (Nova Iorque, 19 de janeiro de 1916 — 24 de fevereiro de 2004) foi um micologista norte-americano .